# Besluitvormingstheorie
Besluitvormingstheorie poogt een verklaring te geven van het rationele besluitvormingsproces in onzekerheid van mensen en organisaties. Besluitvormingstheorie speelt een rol in vele vakgebieden, zoals in de organisatiekunde, filosofie, politiek en marketing.

## Besluitvormingstheorie van Herbert Simon
Een veel aangehangen theorie binnen de organisatiekunde is de besluitvormingstheorie van Herbert Simon. Simon benadert organisaties vanuit sociaal-psychologische optiek. Hij stelt dat organisaties alleen beschreven en begrepen kunnen worden in termen van een besluitvormingsproces. Derhalve staat niet het individu of 'de manager' centraal, maar het proces waarlangs individuen (in een organisatie) tot besluiten komen. Bij dit proces spelen interne factoren (beperkte rationaliteit, adequate oplossingen) en externe factoren (hiërarchie) een belangrijke rol.

### Geschiedenis
Herbert Simon legde zijn benadering uit in het boek Administrative behaviour - a study of decision making processes in administrative organisations (1945). Simon probeerde de organisatie tot onderwerp van objectieve wetenschappelijke studie te maken door deze te beschrijven in de terminologie van een besluitvormingsproces. Voor (elementen uit) de besluitvormingstheorie ontving Simon in 1978 de prijs van de Zweedse Rijksbank voor economie, ook ten onrechte de Nobelprijs voor de Economie genoemd.
De school kende grote populariteit in de jaren 50 en 60. Maar door de nadruk op het verkrijgen van inzicht en begrip en de geringe directe toepasbaarheid, is de aandacht voor de besluitvormingstheorie als praktische managementstheorie tegenwoordig sterk verminderd. Onderdelen van de besluitvormingstheorie zoals beperkte rationaliteit (bounded rationality), acceptabele oplossingen (satisfying solutions) en cognitieve interpretaties vormen de fundamenten van vele latere economische en bedrijfskundige theorieën.

### Beperkte rationaliteit
Vóór de besluitvormingstheorie werd in economische en bedrijfskundige theorieën aangenomen dat een besluitnemer bij een keuze in alle gevallen voor de rationeelste wijze van handelen zou kiezen. De besluitvormingstheorie breekt hier radicaal mee door het begrip beperkte rationaliteit (origineel: bounded rationality) te introduceren. Zij stelt dat een mens slechts in beperkte mate rationeel zal handelen.
In een ideaal rationeel proces kan een besluitnemer alle mogelijke handelwijzen in alle omstandigheden op de mogelijke gevolgen van dit handelen beoordelen. Op grond van deze beoordeling wordt de handelwijze met de gunstigste uitkomst geselecteerd en in gang gezet.
In de praktijk wordt niet aan de randvoorwaarden voldaan voor zuiver rationele besluitvorming. De gelimiteerde intelligentie van een mens zorgt ervoor dat niet alle (mogelijke) gevolgen van een handelwijze voorzien kunnen worden, of dat niet alle potentiële alternatieven om te handelen betrokken worden in de beoordeling. Daarnaast kunnen ook factoren van buitenaf de rationaliteit van besluiten nadelig beïnvloeden, zoals een beperkte tijd of de hiërarchie in een organisatie.
De uitkomst van het besluitvormingsproces is derhalve niet de meest rationele keuze, maar een beperkt rationele keuze.

### Acceptabele oplossingen
Het begrip acceptabele oplossingen (origineel: satisficing solutions) komt voort uit de psychologie van de mens. Zodra een keuzemogelijkheid is gevonden met een acceptabele uitkomst, zal het besluitvormingsproces worden afgebroken. Latere alternatieven zullen niet meer worden beoordeeld en uitgesloten worden van het besluitvormingsproces. De kans bestaat dat een van de aldus verworpen alternatieven een gunstiger uitkomst zou hebben opgeleverd.
Vaak zal gekozen worden voor een acceptabele oplossing, en niet voor de meest rationele handelwijze. Dit geldt met name voor het management, dat veelal onder tijdsdruk oplossingen voor problemen dient te verzinnen.